# Oblouk
Oblouk (z cz. Łuk) – zespół wielofunkcyjnych (domy mieszkalne i pawilony handlowe) budynków w Porubie, dzielnicy Ostrawy (do 1957 osobne miasto). 
Jego nazwa wzięła się od planu łuku na którym oparto bryłę całego budynku, jak i kształtu bramy pełniącej rolę wjazdu do całej dzielnicy.
Ze względu na swój rozmiar i elementy wykończenia (między innymi płaskorzeźby i sgraffiti), budynek jest charakterystycznym przykładem architektury socrealistycznej powojennych Czech. W 2008 został wpisany do rejestru pamiątek kulturowych Republiki Czeskiej.

## Historia
W 1951 komunistyczne władze Czechosłowacji zatwierdziły plan budowy tzw. „Nowej Ostrawy” (cz. Nová Ostrava) na znacjonalizowanych posiadłościach rodziny Wilczków w okolicach rzeki Porubka. Według naczelnego architekta Vladimíra Meduny, nowe socjalistyczne miasto w swoich założeniach i kształcie miało przypominać podobne projekty w Związku Radzieckim (Magnitogorsk, Nowokuźnieck).
W projektach urbanistów nową dzielnicę miał otwierać reprezentacyjny budynek z przypominającą antyczny łuk triumfalny bramą. Na początku lat 50. monumentalne, często nierealistyczne projekty (naśladujące proporcje w budownictwie stalinizmu) były przeskalowywane w dół; ostatecznie zdecydowano się na budowę kilkukondygnacyjnego zespołu budynków mieszkalnych z łukiem nad ulicą otwierającą wjazd do tzw. pierwszego (najstarszego) okręgu późniejszej Poruby.
Właściwa budowa według projektu Vladimíra Meduny i Evžena Šteflíčka rozpoczęła się w 1952. Pierwsi lokatorzy (głównie pracownicy kopalni OKD) zaczęli się wprowadzać do niego pod koniec roku 1954, jednak właściwe prace trwały jeszcze w kolejnym roku. Zrezygnowano z obecnego w projekcie obszernego placu i fontanny przed budynkiem, gdyż funkcję łącznika między „starą” a nową Ostrawą zaczęła pełnić ówczesna aleja Klementa Gottwalda (dziś 28. října), a reprezentacyjną aleją Poruby została Hlavní třída. 
Po rozpadzie Czechosłowacji i stopniowej deindustrializacji dzielnicy porubski łuk był uważany za relikt komunizmu i długo zaniedbywany. We wrześniu 2022 zakończył się gruntowny remont budowli; kosztem 109 milionów koron czeskich wyremontowano skupowane przez władze dzielnicy mieszkania i piwnice, wymieniono dach oraz odświeżono fasadę budynku (w tym płaskorzeźby i 114 oryginalnych sgraffiti).

## Charakterystyka

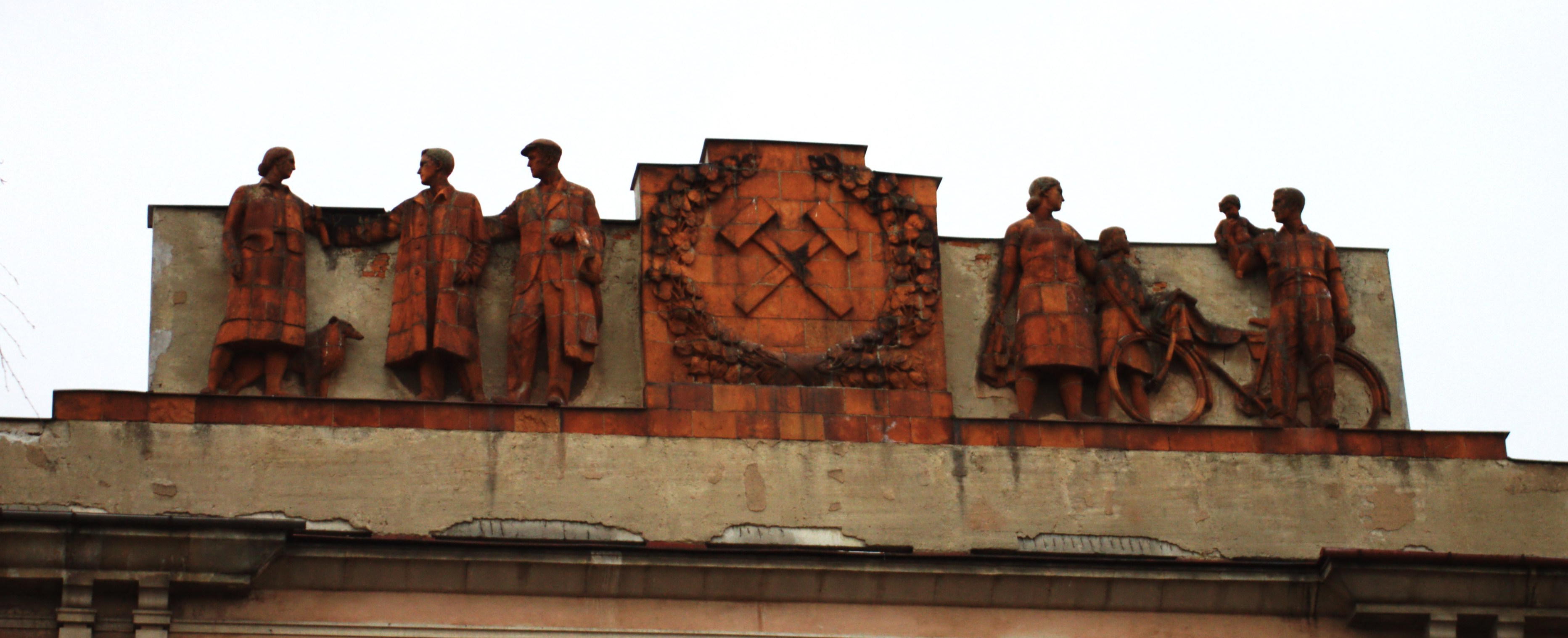
Relief na szczycie budynku

Oblouk to budynek na planie łuku o długości około 250 metrów, wysoki na sześć kondygnacji. Od strony południowej na parterze znajdują się pawilony handlowe, resztę budowli (podzielonej na 12 modułów) zajmuje łącznie 225 lokali mieszkalnych.

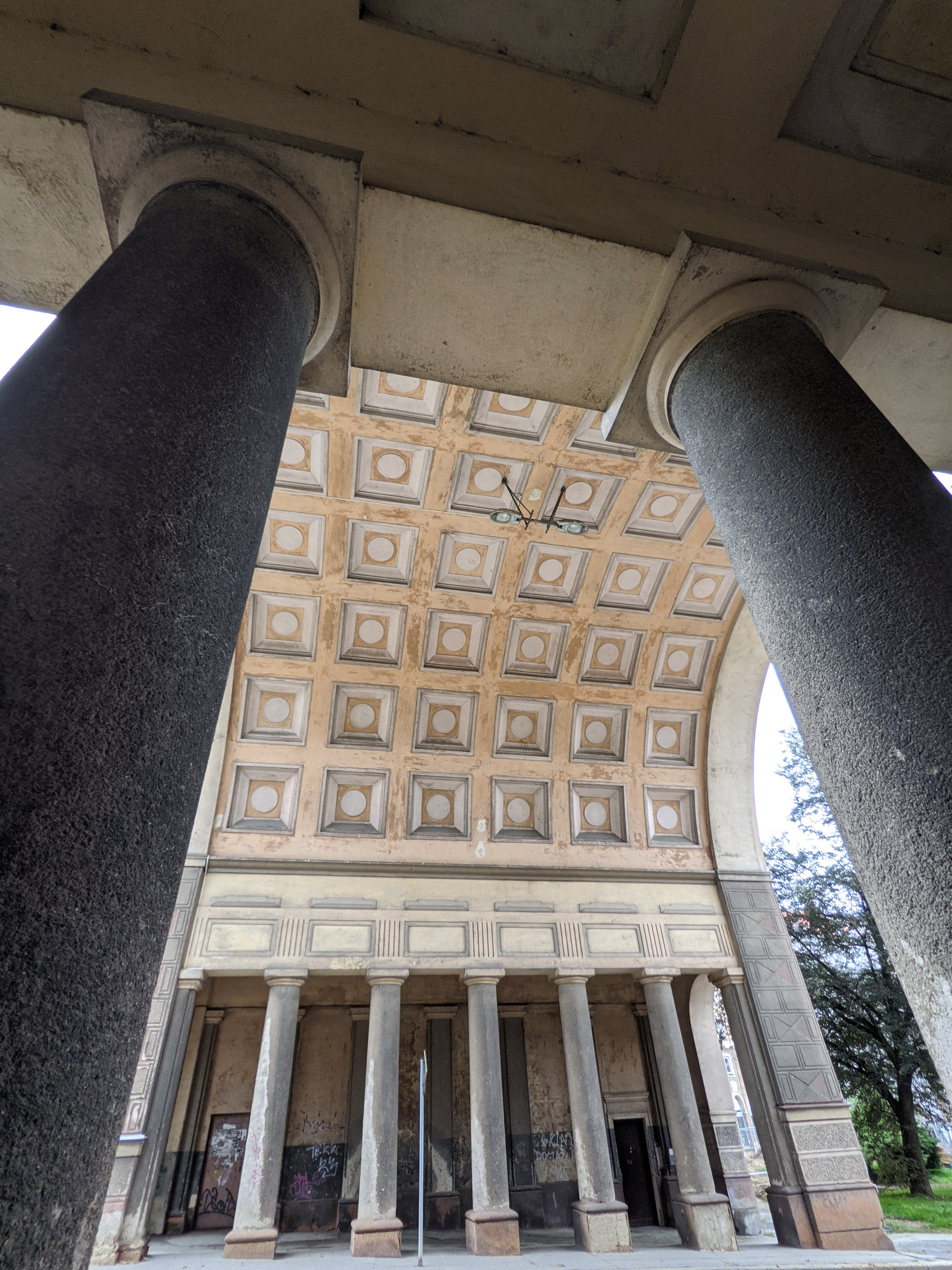
Kolumny i sgraffiti wewnątrz łuku

Styl zewnętrznej fasady budynku łączy cechy socrealizmu i klasycyzmu. Jedną z inspiracji architektów miał być układ Placu Pałacowego w Sankt-Petersburgu z barokowym Pałacem Zimowym i gmachem Sztabu Głównego. Ściany wokół okien na poddaszu i wnętrze głównego łuku od wewnątrz pokrywają sgraffiti (według sprawozdań z remontu jest ich 114), zaś cały budynek jest zwieńczony płaskorzeźbą przedstawiającą powrót robotników z pracy do domu (obok sylwetki w ubraniu roboczym widoczne są postaci rodziny z psem i rower). 
Detale budynku zawierają elementy klasyczne (kolumny wewnątrz przejścia i pilastry na zewnątrz okien) i pochodzące ze stylu narodowego czeskiego renesansu. Krytyk architektury europejskiego komunizmu Owen Hatherley we wzorach sgraffiti i głębokich gzymsach porubskiej budowli dopatruje się nawiązań do praskiego pałacu Schwarzenbergów. Wzory z renesansowych budynków w Pradze miały być masowo kopiowane i prefabrykowane, żeby ozdabiać nowe budowle w najstarszej części Poruby. 
Oblouk i cała najstarsza zabudowa Poruby są świadectwem założeń architektów wczesnego socrealizmu. Budynki miały być użyteczne, jednak możliwie monumentalne i z zewnątrz misternie wykończone z licznymi nawiązaniami do klasycyzmu, a w tym przypadku dodatkowo z elementami lokalnych nurtów w architekturze i sztuce. Podobnie jak w Polskiej Rzeczypospolitej Ludowej, odwilż i dojście do władzy Nikity Chruszczowa skutkowały odejściem od nadmiaru zewnętrznych detali (uznanych za „kosmopolityzm”) i powstawaniem mniejszych budynków o prostszej formie, nierzadko wykonanych z gorszych materiałów. Mieszkania powstające w nowszych częściach Poruby w dalszych latach również były mniejsze niż te wydzielone wewnątrz porubskiego łuku.

## Galeria

Północna strona budynku
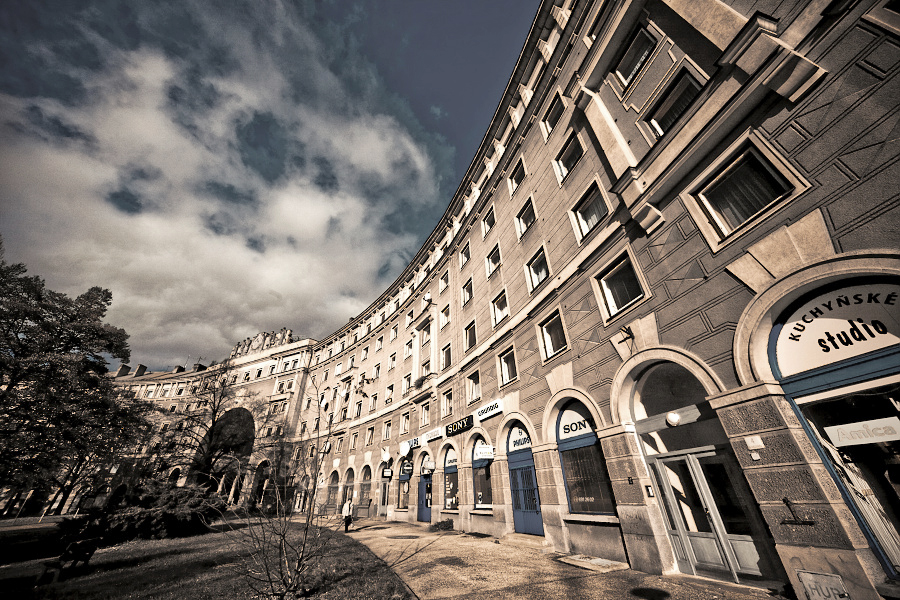
Pawilony handlowe
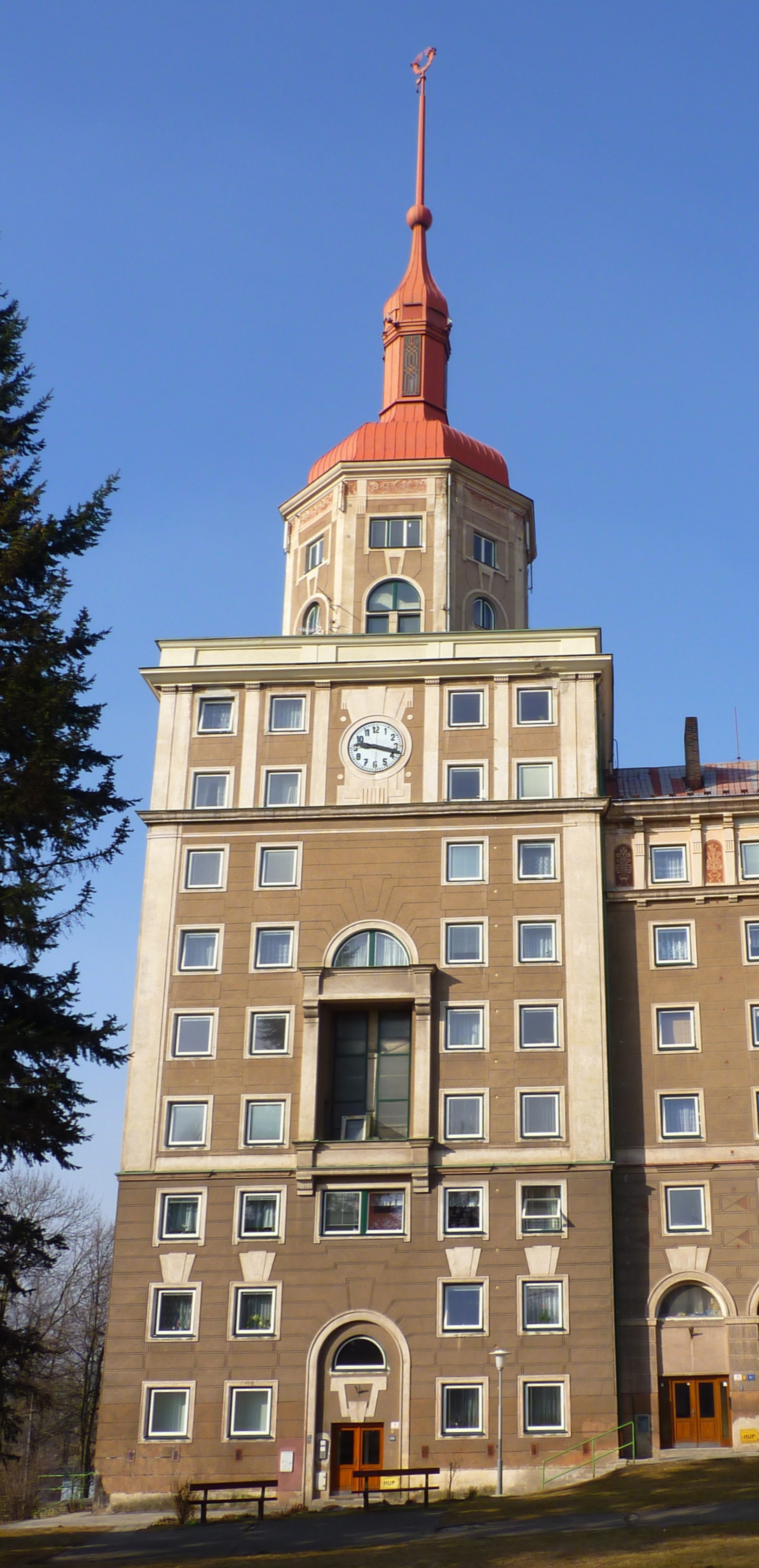
Lewa wieża budynku
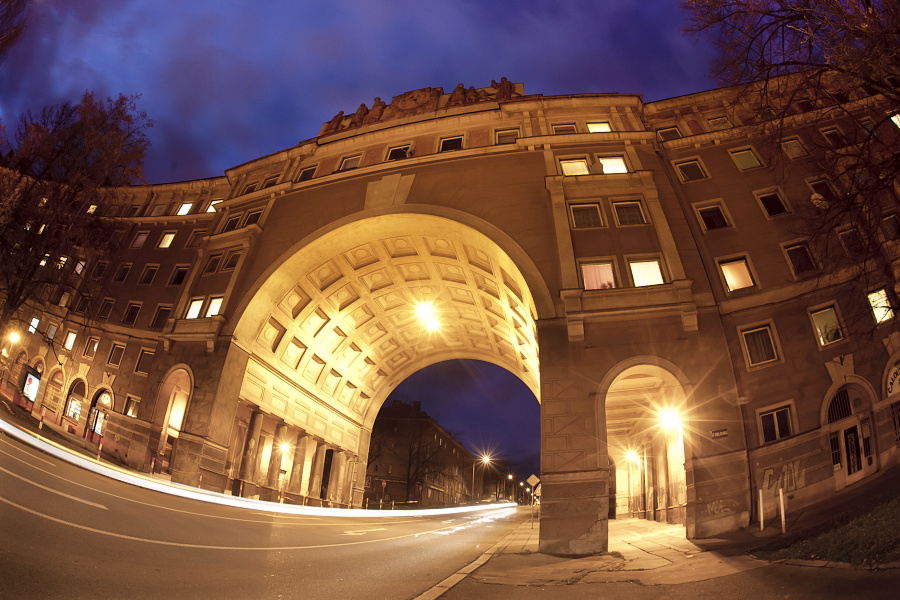
Oblouk nocą
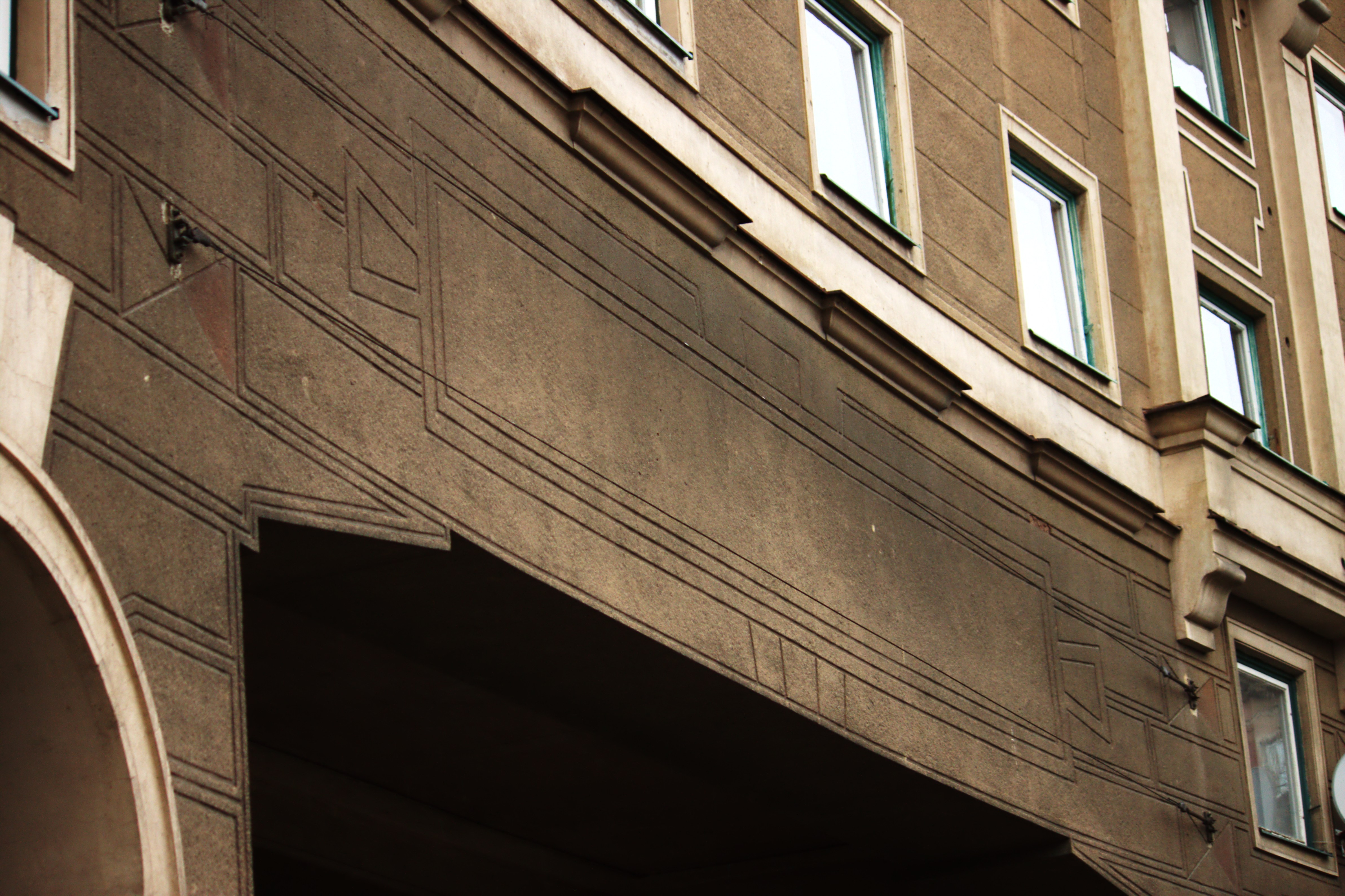
Nad tunelem